# Обществознание (школьный предмет)
Обществозна́ние — школьный учебный предмет, обучающий элементарным основам общественных наук. В программу предмета входят философия, социология, социальная психология, правоведение, экономика, политология. Сосредотачивается на знаниях для решения проблем в повседневной жизни. По состоянию на 2024-й год обществознание является учебным предметом, по которому школьники сдают госэкзамены (ОГЭ и ЕГЭ) и который включает в себя пять самостоятельных дисциплин: экономику, правоведение, политологию, социологию и философию.

## История
Во второй половине 1980-х годов возникли предложения о ликвидации обществоведения, существовавшего в учебных заведениях более 20 лет, так как оно себя изжило. Однако руководители Государственного комитета по образованию приняли другое решение — создать новый обществоведческий курс, отражающий изменившуюся социальную реальность.
В конце 1980-х — начале 1990-х годов лаборатория изучения обществоведения была достаточно многочисленна и хорошо сбалансирована по составу сотрудников. Наряду с признанными крупными специалистами в области социально-гуманитарного образования (А. Т. Кинкулькин, Л. Н. Боголюбов) большинство сотрудников составляли представители поколения 40-летних (Л. Ф. Иванова, А. Ю. Лазебникова, Е. И. Жильцова, Э. Н. Егорова и прочие). В лабораторию также пришли молодые специалисты (И. Н. Сухолет, Ю. Е. Соколов и прочие).
За небольшой срок был подготовлен вариант программы курса для старшей школы, а в начале 1990-х годов на базе этого документа было создано первое учебное пособие «Основы современной цивилизации» под редакцией Л. Н. Боголюбова и А. Ю. Лазебниковой, напечатанное небольшим тиражом в частном издательстве. Данное пособие ни по содержанию, ни по структуре не имело ничего общего с известным учебником под редакцией Г. Х. Шахназарова, продержавшимся в школе четверть века. Методический аппарат новой учебной книги был минимальным, присутствовали только вопросы и задания в конце параграфа. Всё внимание разработчиков было сконцентрировано на предъявлении принципиально нового учебного содержания. Оно отражало как изменившиеся реалии общественной жизни (переход к рынку, создание конкурентной политической среды и прочее), так и обновившиеся методологические подходы к отбору материала и к его интерпретации.
В те же годы коллектив лаборатории приступил к разработке курса для основной школы. Место существовавших в советской школе в 8-9 классах школы коротких и разрозненных курсов «Основы советского государства и права» и «Этика и психология семейной жизни», по мнению авторов, должен был занять новый интегрированный курс. В его разработке принимали участие Л. Н. Боголюбов (руководитель), Л. Ф. Иванова, А. Ю. Лазебникова, Э. Н. Егорова, Е. И. Жильцова, А. И. Матвеев.
Разработка курсов, как рассказывает А. Ю. Лазебникова, оказалась весьма сложной задачей, поскольку научное обществознание в это время ещё только поворачивалось к новой проблематике. Современные подходы и идеи освещались преимущественно в журнальных публикациях и часто становились предметом острых дискуссий. Сами авторы пособия вышли из марксистско-ленинских устоев, и им приходилось пересматривать многие собственные представления и оценки, преодолевать сложившиеся подходы и установки. Не меньшие сложности были связаны с тем, чтобы побудить учительство принять новый курс, убедить в его полезности и практической реализуемости. Никаких преференций со стороны Министерства или иных руководящих структур разработчики не имели.
Разработка нового содержания обществоведческого образования сопровождалась поиском новой методической модели его воплощения. Коллектив авторов нового курса параллельно создавал учебные материалы для учащихся 8-х и 9-х классов, задания для самостоятельной работы по всем темам курса, методические рекомендации для учителей по организации образовательного процесса. Разработанные материалы печатались малыми тиражами в брошюрах, затем в журнале «Социально-политические науки». В 1992 году пособие для учащихся 8-х классов «Человек и общество» было издано в Минске на русском и белорусском языках. В том же году пособие вышло в Алма-Ате на русском и казахском языках.
В начале 1990-х годов на новые книги обратило внимание издательство «Просвещение» и выпустило учебное пособие для старшей школы тремя брошюрами. В этом же издательстве в середине 1990-х годов появились первые полноценные учебники: «Введение в обществознание» для основной школы и «Человек и общество» для старшей.
Учебные материалы для будущих учебников проходили экспериментальную проверку в базовых школах Академии педагогических наук и ряде общеобразовательных школ Москвы и Московской области. Итоги экспериментальной работы обсуждались с учителями и в дальнейшем легли в основу обновлённых подходов к методическому аппарату учебников. Он уже включал не только традиционные вопросы и задания воспроизводящего характера, но и познавательные задания и задачи, предполагающие активную самостоятельную деятельность учащихся и опирающиеся на их социальный опыт, осмысление актуальных проблем окружающей действительности. С точки зрения полиграфии учебники были весьма скромными, в них практически отсутствовали иллюстрации и шрифтовое разнообразие.
Впоследствии основу предмета были положены несколько тематических линий: «Человек», «Природа», «Общество», «Экономическая сфера», «Социальная сфера», «Политико-правовая сфера», «Духовно-нравственная сфера». Концентрическое построение школьного курса давало возможность обеспечивать внутрикурсовые связи, опору на знания, полученные на предыдущем этапе обучения, и межпредметные связи с курсами истории, литературы, географии и прочих предметов.
Параллельно с созданием новых учебников авторский коллектив разрабатывал методические пособия для учителей, помогающие им осваивать новый курс. Многие сотрудники лаборатории и авторы сами непосредственно осуществляли практическую проверку эффективности и доступности курса в процессе личного преподавания (Л. Ф. Иванова, Т. Е. Лискова, Н. Ю. Басик).
Новый этап совершенствования предмета был связан с разработкой и принятием в 2004 году Государственного образовательного стандарта основного и среднего образования. В группу разработчиков по разделам ГОС, относящимся к обществознанию, наряду с педагогами вошли экономисты, социологи, правоведы. Её возглавил Л. Н. Боголюбов. Согласно новому базисному учебному плану изучение обществознания теперь начиналось не с 8 класса, как раньше, а с 5 класса. Расширение предмета потребовало привлечения в лабораторию новых сотрудников. Коллектив пополнился специалистами из других институтов РАО, а также молодыми преподавателями (Е. Л. Рутковская, Н. И. Городецкая, Ю. И. Аверьянов, Е. С. Королькова, Т. Е. Лискова, О. А. Котова, Н. Ю. Басик, Т. В. Коваль), которые внесли немалый вклад в модернизацию учебников и создание УМК. Новая линейка учебников, подготовленная коллективом сотрудников лаборатории, теперь получала для всех классов общее название — «Обществознание». Во всех учебных книгах был расширен методический аппарат, усилена практическая часть и акцент на деятельностный подход. Предусматривалось выделение правового и экономического направлений как отдельных блоков для изучения в 10-11 классах.
В 2008 году Президиумом Российской академии образования была учреждена концепция изучения обществознания в школе. В том же году под руководством Л. Н. Боголюбова была подготовлена и издана общая методика преподавания обществознания в школе, предназначенная в первую очередь преподавателям и студентам педагогических вузов. Ряд сотрудников лаборатории (А. Ю. Лазебникова, Т. Е. Лискова, Н. Ю. Басик) непосредственно вели занятия со студентами по этому предмету.
Как отмечает А. Ю. Лазебникова, исключительная по своей сложности и значимости работа была проделана лабораторией для реализации идеи независимой государственной аттестации выпускников. Федеральная комиссия разработчиков (ФКР) контрольно-измерительных материалов ЕГЭ по обществознанию включала немалое число сотрудников лаборатории. Руководителями ФКР по обществознанию в разные годы были Л. Н. Боголюбов, Е. Л. Рутковская, А. Ю. Лазебникова. По состоянию на 2023 год комиссией руководит Т. Е. Лискова.
В ходе подготовки к проведению государственной аттестации по итогам основной школы были разработаны не только типы отдельных заданий, но и представлена модель второй части структуры проверочной работы в рамках основного государственного экзамена. Эта модель и сегодня определяет состав и структуру проверочного варианта ОГЭ по обществознанию. Экзамены по обществознанию за курсы основной и старшей школы остаются наиболее востребованными учащимися среди всех предметов по выбору.
В связи с принятием нового Федерального перечня учебников в 2022 году, началось постепенное исключение различных линеек учебников по обществознанию (авторы линеек — А.И. Кравченко; К.В. Сорвин; Т.Е. Лискова и О.А. Котова; редакторы линеек — В.А. Тишков; В.А. Никонов; другие) и включение обновленной линейки учебников для 6-9 классов авторов Л.Н. Боголюбова, А.Ю. Лазебниковой и др. как единственной для использования в образовательных учреждениях. Другие ранее используемые линейки учебников возможно использовать согласно установленным срокам.
В 2024 году Министерство просвещения РФ предложило сократить курс обществознания: в 6-8 классах предмет исключается из школьной программы, в 9 и 10 классах на изучение тем отводится 1 час в неделю (34 часа в год), в 11 классе — два часа в неделю (68 часов в год). Освободившееся часы должны пойти на изучение предметов «История» и «История нашего края» (вводится в 5-7 классах с включением блока «Россия — наш общий дом» предмета «Основы духовно-нравственной культуры народов России»). В апреле 2024 года в итоговом приказе Министерства просвещения РФ было подтверждено о вступлении в силу изменений с 1 сентября 2025 года. 
В марте 2024 года помощник президента РФ, председатель Российского военно-исторического общества Владимир Мединский на встрече с педагогами предложил создать единый государственный экзамен для 9-х и 11-х классов по истории с элементами обществознания.
В июне 2024 года на Петербургском международном юридическом форуме была представлена обложка единого учебника обществознания, который создается по заказу Министерства просвещения Российской Федерации. Книга выполнена в цветах триколора с изображением памятника «Тысячелетие России». Учебник в девятом классе будет включать разделы «Человек и общество», «Государство и право», «Культура», «Семейная экономика» и «Россия на пути в будущее». 
В феврале 2025 года Министерство просвещения РФ приняло решение завершить действующий курс обществознания в 8-9 классах в 2025/2026 учебном году. C 1 сентября 2026 года обществознание будет изучаться только с 9-го класса.

## Критика
Некоторые российские учебники обществознания подверглись критике со стороны писательницы Юлии Латыниной за неиспользование достижений современных общественных наук, использование религиозной терминологии и риторики, приверженность маргинальным теориям (например, о происхождении человека).